# Andreis
Andreis (Andronicus, d’Andreis, de Andreis, Andrijević, Andrejčić), trogirska plemićka obitelj. Prema Pavlu Andreisu, rodonačelnik obitelji bio je Amblazije Crnota, trogirski sudac iz 13. stoljeća. Obitelj je dobila prezime prema imenu njegova unuka Andrije.
Godine 1823. obitelj je dobila austrijsku potvrdu plemstva.

## Povijest
Prema Danielu Farlatiju, obitelj Andreis je hrvatskog podrijetla i bila je poznata još u doba hrvatskog kralja Zvonimira († 1089.). Spominju se od 13. stoljeća; prvo trogirski sudac Amblazije Crnota, zatim njegov sin Marin Amblazijev te unuk Andrija po kojem su prozvani svi članovi obitelji.
Andrijin sin Nikola Andreis bio je u službi kralja Žigmunda i poginuo je 1396. godine u bitki kod Nikopolja. U 15. stoljeću, obitelj je dala niz humanista, među kojima se ističu Trankvil st., Franjo Trankvil i Matija, dok je u 16. stoljeću djelovao humanist Nikola.
U 18. stoljeću spominju se članovi obitelji Andreis i u Splitu, a jedan ogranak obitelji živio je i u Šibeniku u čijoj su okolici imali posjed i kaštel u naselju Morinje kod Zatona (današnji Jadrtovac). Staro ime Jadrtovca je upravo Castel Andreis, a jedna od obrambenih kula nekadašnjeg kaštela i danas se može vidjeti u naselju.

## Vanjske poveznice
- Andreis Hrvatski biografski leksikon
- Andreis Hrvatska enciklopedija